# Tensiomètre
Pour les articles homonymes, voir Tensiomètre (homonymie).

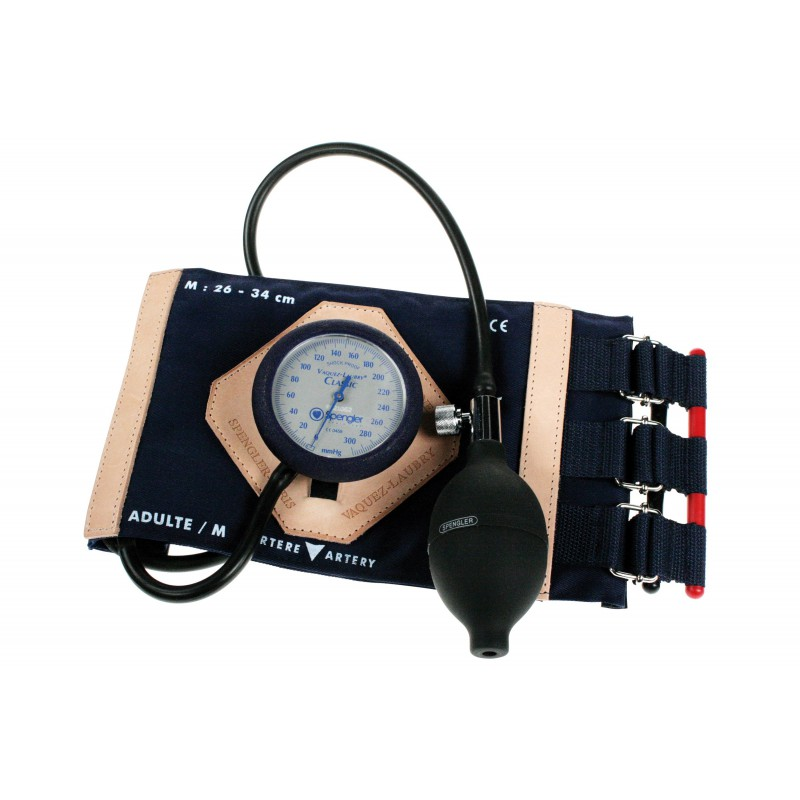
Tensiomètre anéroïde Spengler avec sangles.

Un tensiomètre, ou sphygmomanomètre, est un appareil de mesure médical utilisé pour mesurer la pression artérielle.
Le terme dérive du grec sphygmós (pouls) associé à manomètre.

## Historique

### Expériences sur les animaux
En 1733, Stephen Hales trouve une méthode pour visualiser la pression artérielle, méthode  présentée dans sa publication Haemastaticks, traduit en français sous le titre la statique des animaux. Il insère un tube droit en verre de 9 pieds de long, à travers une canule dans l'artère d'un cheval, note la hauteur atteinte par le sang dans le tube (indicatrice de pression) et les variations à chaque pulsation.
En 1828, dans sa thèse de doctorat (« Recherches sur la force du cœur aortique »), Poiseuille améliore l'expérience de Hales en remplaçant le tube droit par un tube en U partiellement empli de mercure. Il est le premier à montrer comment mesurer la pression sanguine, à l'aide d'un manomètre à mercure qu'il appelait hématodynamomètre.  Grâce à cet instrument, plus petit et plus commode que celui de Hales, il démontre que la tension augmente à l’expiration et diminue à l'inspiration.

### Sphygmomètres chez l'homme
Les sphygmomètres et sphygmographes sont des appareils mesurant les battements du pouls, de façon non intrusive (sans ouverture d'une artère), ce qui les rend applicables à l'homme.

### Premiers tensiomètres

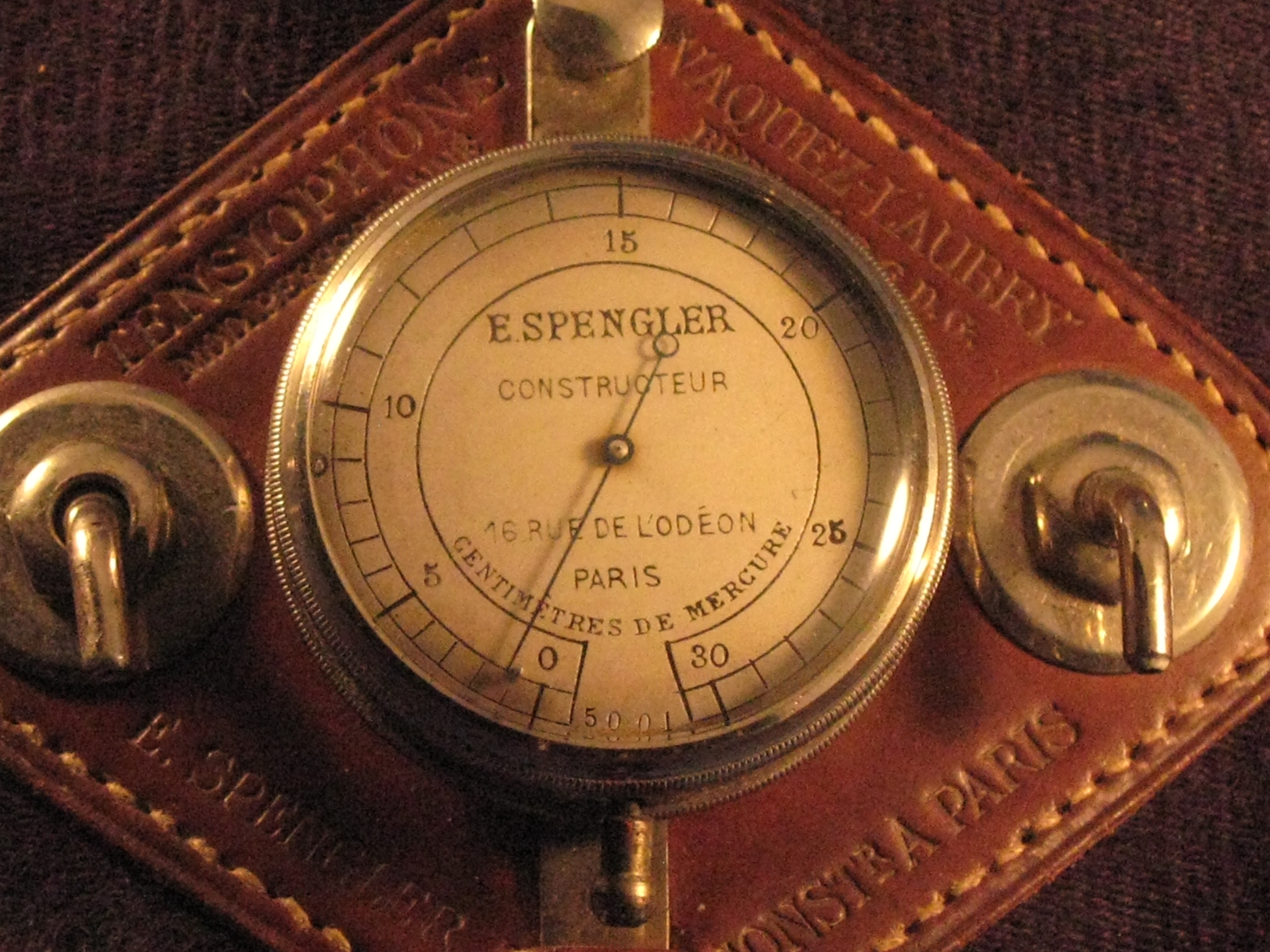
Tensiomètre inventé par Emile Spengler, Henry Vaquez et Charles Laubry.

En 1876, Samuel Siegfried Karl von Basch invente le sphygmomanomètre, un appareil utilisant la force compressive d'un réservoir de caoutchouc empli d'eau, que le médecin  presse directement sur l'artère jusqu'à la disparition du pouls. Le réservoir est relié à une jauge à mercure permettant de lire la pression nécessaire pour comprimer l'artère, et en conséquence la pression artérielle.
En 1889, Pierre Carl Potain l'améliore en remplaçant l'eau par de l'air.
En 1896, le médecin italien Scipione Riva-Rocci réalise le prototype des tensiomètres modernes, en comprimant l'artère par un brassard circulaire constituant une poche à air.
En 1905, Nikolaï Korotkov ou Korotkoff est le premier à permettre une mesure assez précise pour qu’on puisse diagnostiquer l’hypertension en reprenant le sphygmomanomètre de Riva Rocci. À la seule prise du pouls, il ajoute l’auscultation en utilisant un stéthoscope posé sur l’artère brachiale, ce qui permet des mesures plus précises. 
Le premier bruit entendu correspond à la mesure de la pression systolique, le plus gros des deux chiffres de la mesure de la pression artérielle. Plusieurs bruits sont entendus jusqu’à la disparition. Le dernier bruit entendu correspond à la pression diastolique qui est le bruit de la pression au moment où le cœur est au repos, le plus petit chiffre. Grâce à Korotkoff, on réussit à avoir une mesure précise et les bruits qu’on entend lorsqu’on mesure la pression artérielle portent dorénavant le nom de « bruits de Korotkoff ». Cette méthode est toujours utilisée au début du XXIe siècle.

### 1907 L'invention du tensiomètre moderne

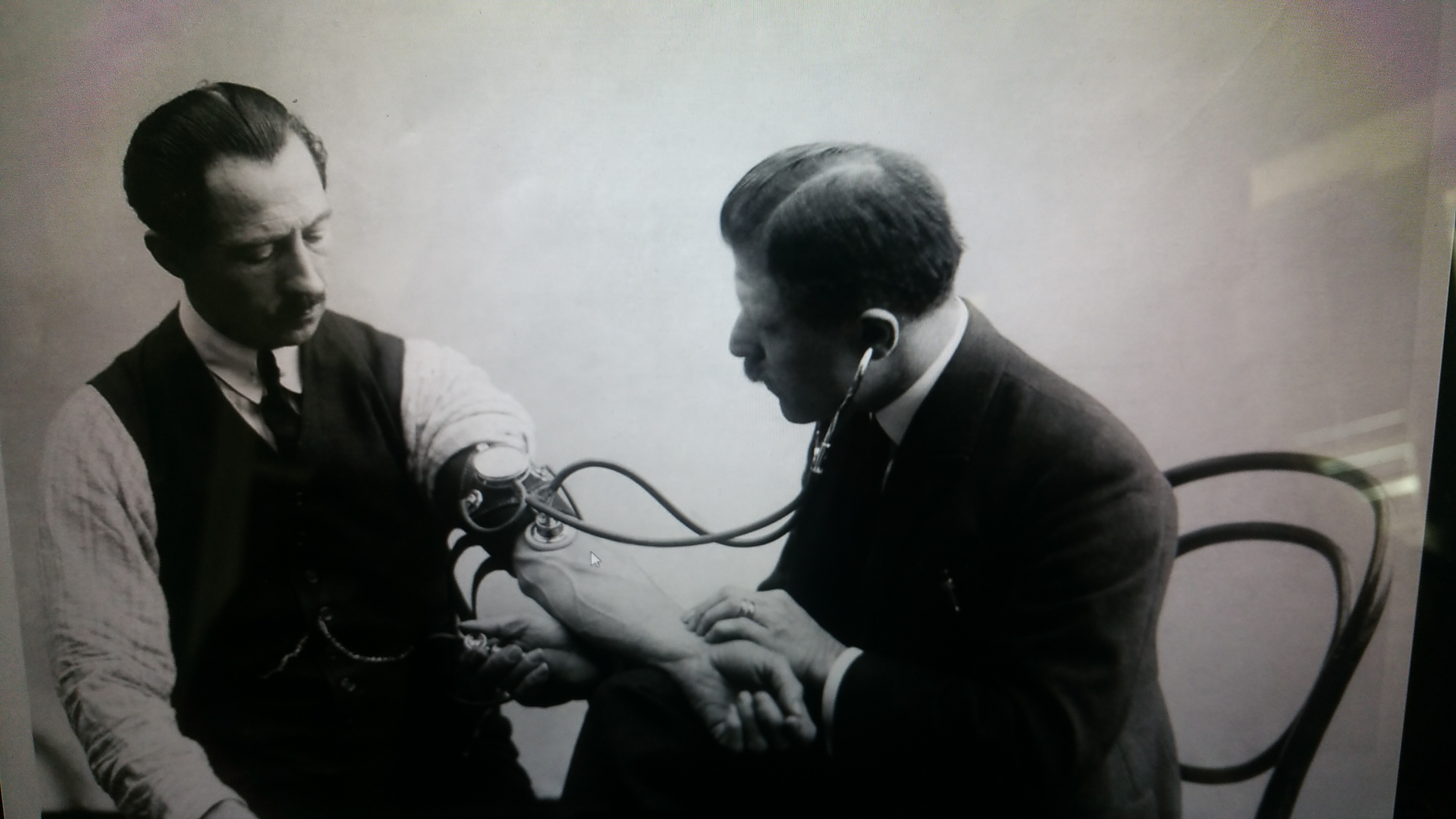
Charles Laubry prennant la tension à Emile Spengler.

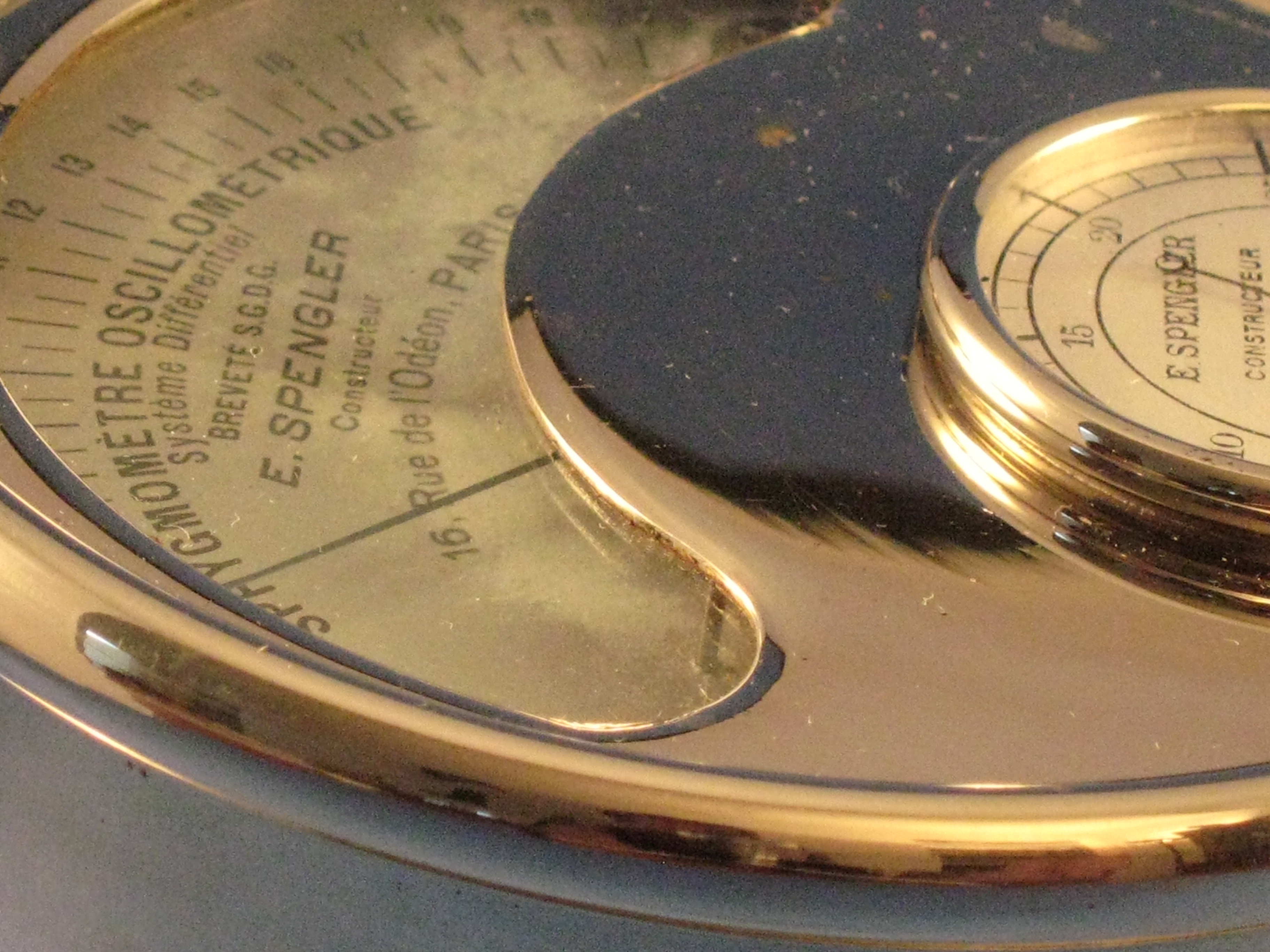
Tensiomètre à oscillation type Pachon fabriqué par Emile Spengler

Au début des années 1900, Émile Spengler, industriel reconnu et passionné de médecine, s’associe aux professeurs  et cardiologues Henri Vaquez et Charles Laubry dans le but de mettre au point un nouvel appareil de mesure de la pression artérielle. En 1907, après des mois de recherche, ils parviennent à développer le premier tensiomètre moderne, le « Vaquez  », permettant au diagnostic médical d'entrer dans l'ère de la modernité.
En 1909, Victor Pachon ajoute un oscillomètre, ce qui permet de mesurer la tension artérielle sans stéthoscope. Le « Pachon » comporte deux cadrans : un cadran gradué de 0 à 20 permettant de mesurer l'amplitude des oscillations de la paroi artérielle et un manomètre gradué de 0 à 30 cm de mercure, relié par un tuyau de caoutchouc à un brassard. Cependant cette technique laisse une grande part de subjectivité puisque la personne qui prend la tension doit apprécier les oscillations. Cet appareil simple a cependant été très utilisé pendant la Première Guerre mondiale.

## Technique

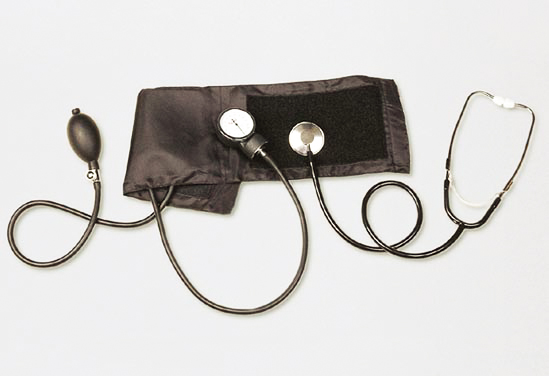
La prise de la tension au tensiomètre manuel et stéthoscope constitue la méthode de référence.
Le sphygmomanomètre manuel est composé d'un brassard gonflable, d'un système de mesure (manomètre), d'un tube qui les relie, et d'une poire servant à augmenter la pression dans le manchon, également reliée à ce dernier par un tube. La poire est équipée d'une soupape permettant de contrôler la pression et de la faire diminuer progressivement pour effectuer la mesure.
Le tensiomètre manuel est utilisé conjointement avec un stéthoscope, qui permet à l'examinateur de déceler la reprise (pression systolique) ou la disparition (pression diastolique) audible des battements cardiaques dans l'artère du bras. Le protocole de mesure est le suivant :
- le fait de gonfler le brassard réalise un garrot (temporaire et léger), la circulation est bloquée et la pression artérielle est maximale en amont du garrot, mais aucun bruit n'est audible au stéthoscope en l'absence de flux sanguin au niveau du brassard ;
- en relâchant doucement et progressivement l'air du brassard, le garrot est levé. Lorsque la pression systolique équilibre la pression du brassard et devient suffisante pour remettre en circulation le sang dans l'artère, le stéthoscope permet de détecter une pulsation (normalement franche et bien audible). En lisant à cet instant la valeur indiquée par le manomètre, on obtient la mesure de la pression artérielle maximale (systole) ;
- lorsque la pression du brassard devient inférieure à la pression diastolique, le stéthoscope ne permet plus de détecter une pulsation audible et la valeur fournie par la manomètre correspond à la pression artérielle minimale (diastole).

La taille du brassard doit être adaptée à celle du bras.

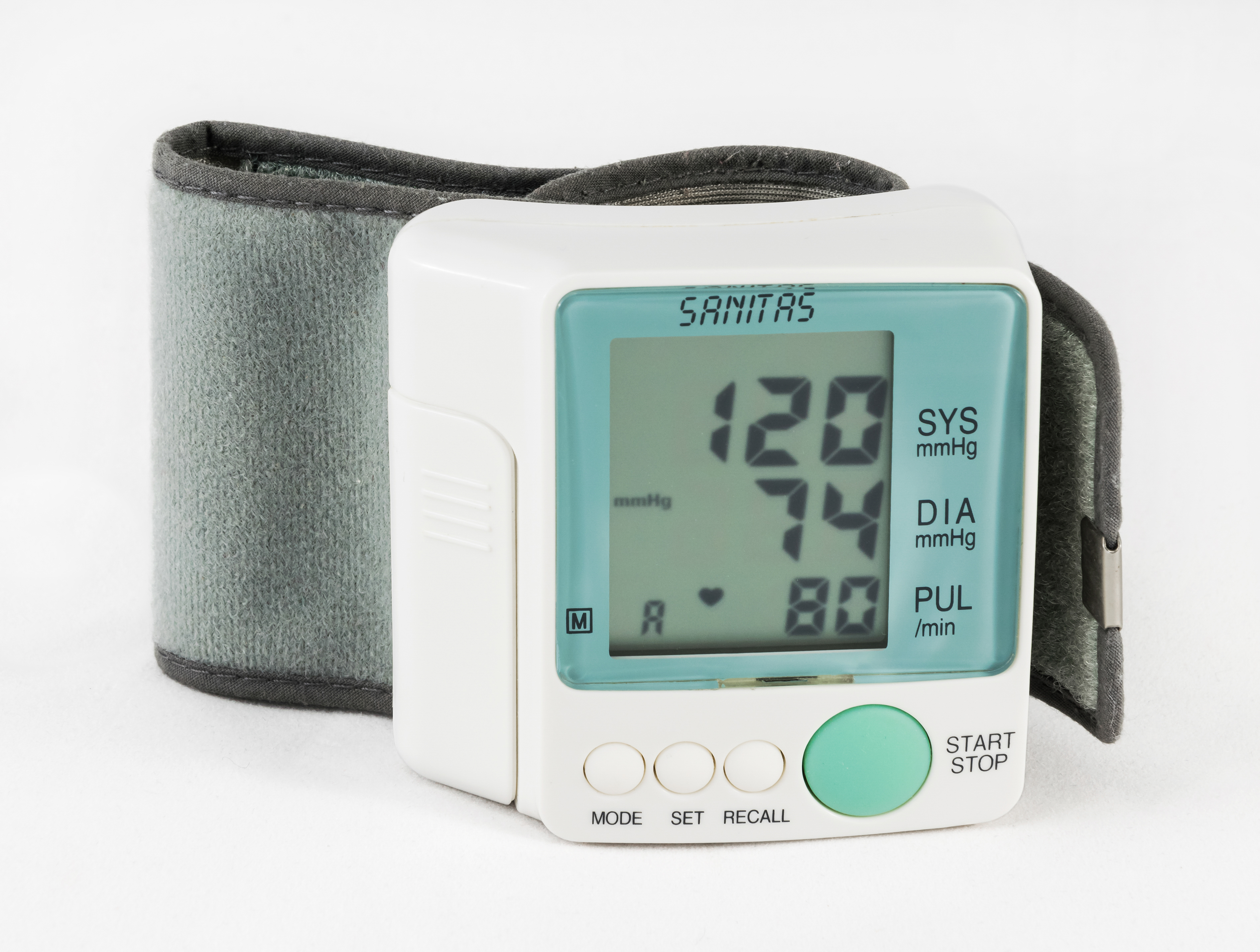
Tensiomètre électronique automatique.

Les tensiomètres manuels médicaux sont des tensiomètres professionnels, la plupart du temps utilisés par les médecins. Ils ne sont donc pas électriques et sont équipés d'une poire, dont l'utilisateur exerce quelques pressions pour gonfler le brassard autour du bras ou du poignet du patient. Noter que certains modèles encore en service en 2013 dans les cabinets médicaux utilisent un tube en U à mercure comme système de mesure. 
On utilise maintenant souvent des appareils automatiques, dont le brassard se gonfle automatiquement, et qui ne nécessitent plus de stéthoscope, grâce à l'utilisation de capteurs intégrés. Ces derniers sont soit acoustiques, reproduisant la prise de tension manuelle au stéthoscope mais exigeant un bon positionnement du brassard, soit pléthysmographique, où c'est la pulsation qui est détectée. Suivant le dispositif, le brassard se situe au niveau du bras (mesure brachiale), ou au niveau du poignet.
Depuis 2012, on voit apparaître une nouvelle génération de tensiomètres connectés permettant une prise de la tension et un échange de données fiables avec le corps médical.